# Râul Tașbunar
Râul Tașbunar (în rusă Ташбунар, în ucraineană Ташбунар) este un râu care străbate partea de sud-vest a Regiunii Odesa din Ucraina. 

## Date geografice
Râul Tașbunar are o lungime de 43 km și o suprafață a bazinului de 281 km². El izvorăște din apropiere de satul Calceva (Raionul Bolgrad), curge pe direcția sud, trece apoi pe teritoriul Raionului Ismail și se varsă într-un golf din Lacul Catalpug în apropiere de satul Erdec-Burnu. 
În partea superioară străbate o vale cu pante domoale cu o lățime de 1,5 km și apoi se varsă printr-un canal cu lățimea de 300-400 m într-un golf al Lacului Catalpug din zona de șes a Câmpiei Dunării. În sezonul de vară, debitul său scade foarte mult. Apele râului Tașbunar sunt folosite pentru irigații. 
Principalele localități traversate de râul Tașbunar sunt satele Vaisal și Tașbunar. 